# Porsche 968
De Porsche 968 is een sportwagen geproduceerd door Porsche van 1992 tot 1995. Het was de opvolger van de Porsche 944, ongeveer 20% van de onderdelen zijn gelijk aan de onderdelen van de 944. De 968 was het laatste model van de evolutie die twintig jaar eerder begon met de Porsche 924.

## Introductie

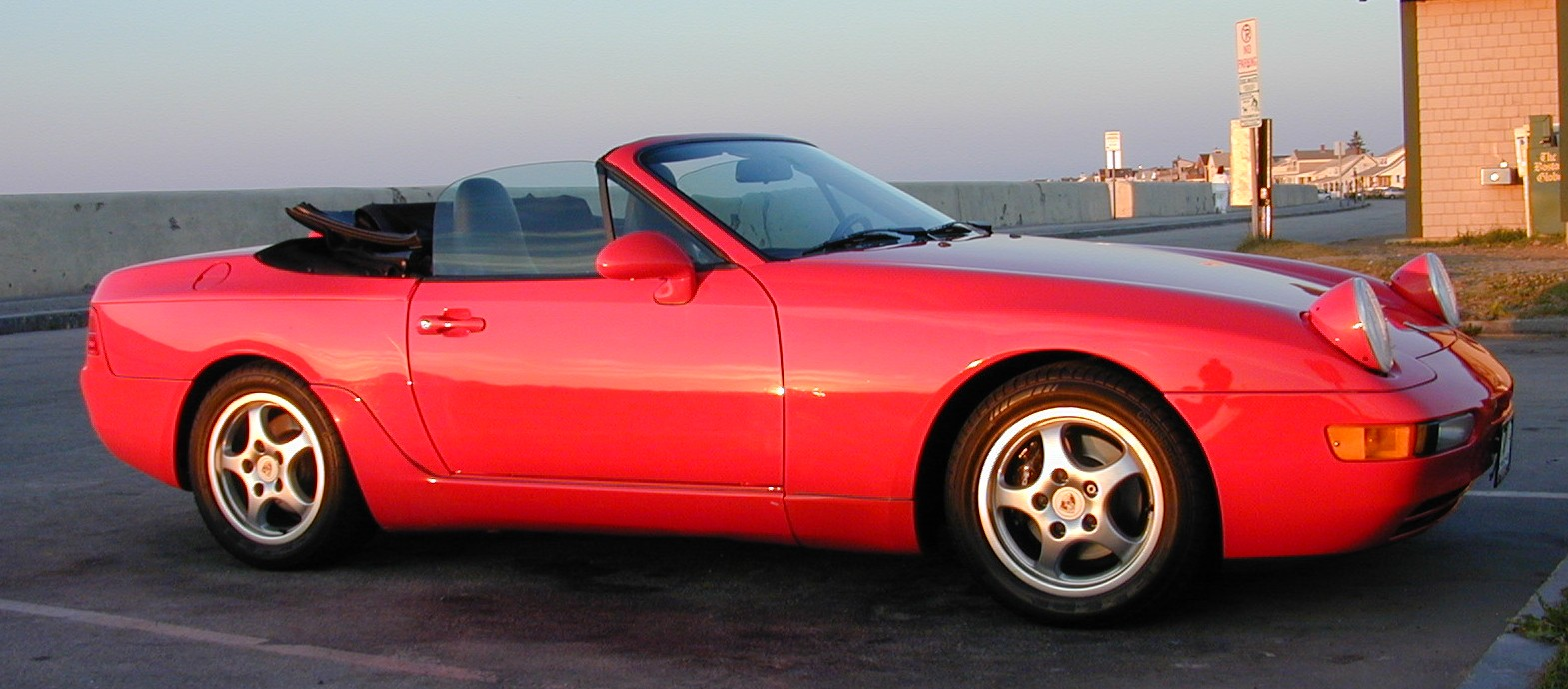
Porsche 968 cabriolet uit 1994, kap naar beneden, lichten omhoog geklapt

Porsche's 944 model (waarvan de productie startte in 1982) werd geüpdatet naar "944 S" in 1987 en als "944 S2" in 1989. Kort na de start van de productie van de "S2" variant begon men bij Porsche met de ontwikkeling van de "S3" als variant van de 944. Echter gedurende de ontwikkeling bleek dat ongeveer 80% van de componenten veranderd werden, zodoende bleef weinig meer over van de originele "S2" en besloot men tot het hernoemen van het model naar "968". Naast de mechanische ontwikkelingen werd ook de styling van het model aangepast, en het luxe niveau nam toe t.o.v. de 944. Productie werd verplaatst van de Audi-fabriek in Neckarsulm (waar de 924 en 944 werden gefabriceerd onder contract van Porsche), naar Porsche's eigen fabriek in Zuffenhausen.
De 968 was voorzien van een doorontwikkelde motor van de 944 (viercilinder, lijn motor), nu met drie liter inhoud, een boring van 104 mm en een slag van 88 mm. De motor produceerde 240 pk (177 kW).
De motor was voorzien van VarioCam die zorgde voor variabele klep timing. Een nieuwe zesversnellingsbak was beschikbaar en de Tiptronic was beschikbaar voor het eerst op dit model. Zowel de Variocam als de tiptronic waren recente ontwikkelingen van Porsche.

## 968 CS

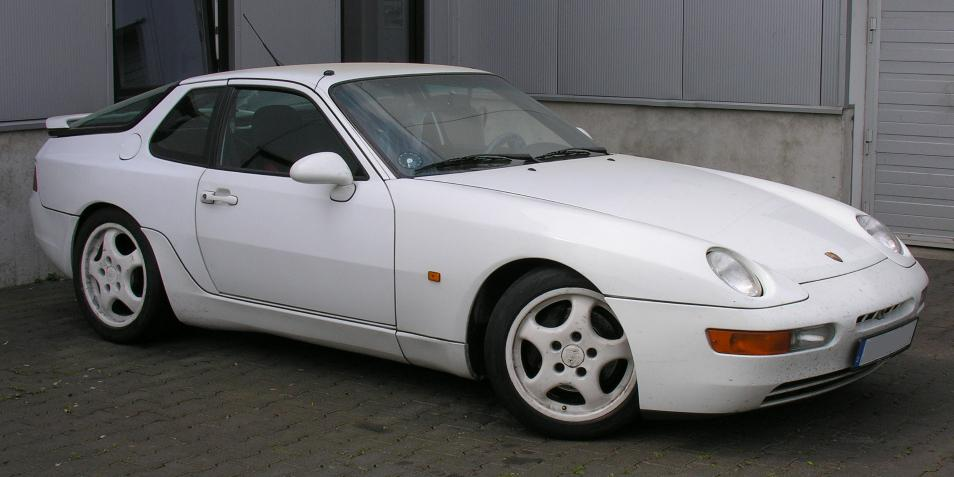
Porsche 968 CS

Toen Porsche merkte dat de mensen in Europa niet onder de indruk waren van de 968, werd gezocht naar een middel om nieuwe klanten aan te trekken voor het model. In oktober 1992 werd de 968 Club Sport (of CS) geïntroduceerd. Het model was 17% goedkoper dan de standaardversie.
De verkrijgbare kleuren waren Schwarz, Guards Red, Speed Yellow, Maritim Blau en Grand Prix White met opschrift in zwart, wit of rood. Kenmerkend aan de Club Sport was dat standaard de velgen, met uitzondering van auto's in de kleur Schwarz, in dezelfde kleur gespoten waren als de carrosserie. Ook de spoiler kreeg de carrosseriekleur.
De wielen waren 7.5J x 17 en 9J x 17 met respectievelijk 225/45 en 255/40ZR-17 banden.
De motor was hetzelfde als in de gewone Porsche 968, maar de wagen stond wel 20mm lager op de vering, wat de handelbaarheid verhoogde.
Er waren ook nadelen aan de CS. Er was geen achterruitenwisser, geen autoradio (optie) en de buitenspiegels en zijruiten moesten manueel bediend worden. Door het weglaten van deze luxe was de auto 50 kg lichter dan het standaardmodel.

## Andere modellen 968

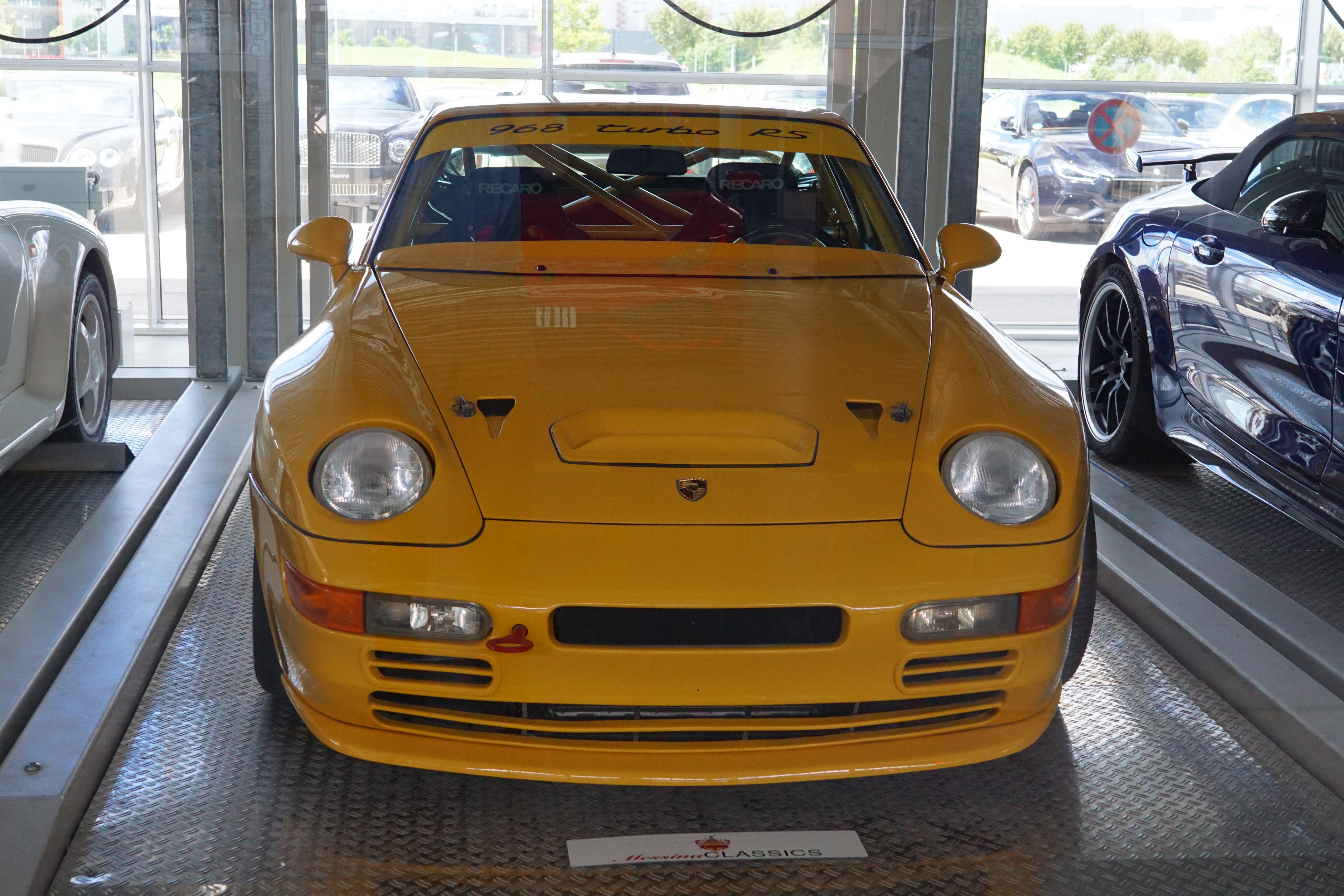
Porsche 968 Turbo RS

- Porsche 968 Turbo S
- Porsche 968 Turbo RS

## Verzamelwaarde
Ondanks dat de 968 nooit zo populair is geworden als de Porsche 911 zijn er genoeg liefhebbers van de auto. Dit is waarschijnlijk te danken aan de unieke combinatie van snelheid en gebruiksvriendelijkheid en het lage aantal geproduceerde auto's. Modellen met lage kilometerstanden zijn schaars en gaan van de hand tegen een relatief hoge prijs.
| Model jaar | Productie aantallen | Productie aantallen | Productie aantallen | Notities                                               |
| Model jaar | Totaal              | Overig              | US/Canada           | Notities                                               |
| ---------- | ------------------- | ------------------- | ------------------- | ------------------------------------------------------ |
| 1992       | 5353                | 3913                | 1440                |                                                        |
| 1993       | 3783                | 2701                | 1082                |                                                        |
| 1994       | 2484                | 965                 | 1519                |                                                        |
| 1995       | 1156                | 532                 | 624                 |                                                        |
| Total      | 12776               | 8111                | 4665                | hiervan waren 4389 cabriolets, waarvan 2248 voor de US |